# .22 Long Rifle
La .22 Long Rifle (o .22 LR) è una cartuccia a percussione anulare, per fucile e pistola. Spesso ci si riferisce semplicemente a questa cartuccia come 22LR ed occasionalmente, con la designazione metrica 5,6 × 15 mm R (R = rimmed, cioè orlata).

## Storia

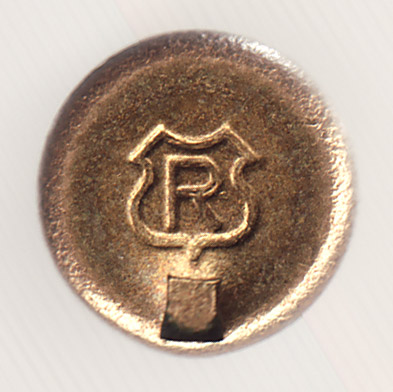
Fondello sparato di .22 LR

La cartuccia è basata sulla Flobert BB Cap del 1845 e la .22 Smith & Wesson del 1857 ed è stata sviluppata dalla J. Stevens Arms & Tool Company nel 1887, combinando il bossolo della .22 Long con il proiettile da 40 grani (2,6 g) della .22 Extra Long (invece che da 29 grani della 22 Long). Per diversi decenni è stata una cartuccia molto popolare in tutto il mondo.
Diffusa da molto tempo e, in base alle vendite, è tuttora la più comune al mondo: molti fucili e pistole (incluse le rivoltelle e qualche fucile a canna liscia) sono stati fabbricati con questo calibro. 

## Caratteristiche tecniche

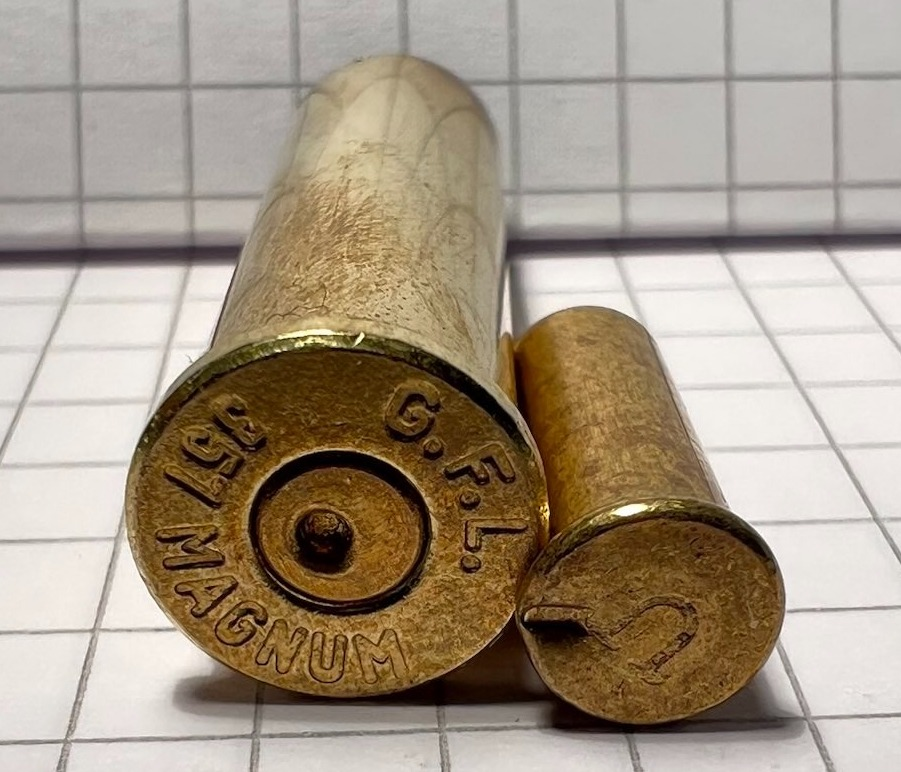
Fondello di .22 LR (e .357 Mag a sinistra)

È una delle poche cartucce accettate da una grande quantità di fucili e pistole. Praticamente ogni costruttore di armi da fuoco produce almeno un modello camerato per essa ed è stato così per più di un secolo. La .22 Long Rifle e le cartucce simili (.22 Short, .22 Long e .22 Extra Long) usano un heeled bullet; questo termine significa che il proiettile ha lo stesso diametro del bossolo, con una minima parte più stretta (heel) che s'incastra nel bossolo.